# Loxoreticulatum cacothemon
Loxoreticulatum cacothemon is een mosselkreeftjessoort uit de familie van de Cytheruridae. De wetenschappelijke naam van de soort is voor het eerst geldig gepubliceerd in 1998 door Whatley, Chadwick, Coxill & Toy.